# Elegia da Alma
Elegia da Alma é o primeiro álbum como violonista clássico do humorista Rafael Cortez. Elegia da Alma é composto por 15 canções e todas as músicas, com composições próprias, foram tocadas e gravadas por Cortez criadas de 1996 a 2010. Todo o álbum foi produzido independentemente e sua versão demo lançada em 2005. Em 15 de julho de 2011 ocorreu o show de lançamento do CD.

## Alinhamento de faixas
| Versão padrão  |                                |                |         |  |
| N.º            | Título                         | Compositor(es) | Duração |  |
| 1.             | "Badica"                       |                | 4:16    |  |
| 2.             | "Maninha"                      |                | 3:47    |  |
| 3.             | "Cordel de Guilherme de Faria" |                | 3:55    |  |
| 4.             | "Naquele Tempo"                |                | 2:53    |  |
| 5.             | "Helena"                       |                | 5:03    |  |
| 6.             | "Saudades da Bossa"            |                | 2:39    |  |
| 7.             | "O Punhal"                     |                | 2:44    |  |
| 8.             | "A Voz do Vento"               |                | 2:23    |  |
| 9.             | "Demasiado Tarde"              |                | 2:41    |  |
| 10.            | "A Morte de Pedro Missioneiro" |                | 2:15    |  |
| 11.            | "Encantada"                    |                | 3:45    |  |
| 12.            | "Ponte Aérea"                  |                | 2:01    |  |
| 13.            | "Quando Danço com Seu Corpo"   |                | 5:39    |  |
| 14.            | "Rua das Estrelas Sírius"      |                | 1:48    |  |
| 15.            | "Elegia da Alma"               |                | 6:00    |  |
| Duração total: | Duração total:                 | Duração total: | 51:01   |  |

| Faixa bônus |                                 |         |  |
| N.º         | Título                          | Duração |  |
| 16.         | "O Velho Diálogo de Adão e Eva" | 2:32    |  |